# Мозамбик на Светском првенству у атлетици на отвореном 2015.
Мозамбик је учествовао на Светском првенству у атлетици на отвореном 2015. одржаном у Пекингу од 22. до 30. августа петнаести пут, односно учествовао је на свих првенствима до данас. Репрезентацију Мозамбика представљао је један такмичар који се такмичио у трци на 400 метара са препонама.,
На овом првенству Мозамбик није освојио ниједну медаљу али њихов такмичар остварио најбољи лични резултат сезоне.

## Учесници
Мушкарци:
- Курт Куто — 400 м препоне

## Резултати

### Мушкарци
| Атлетичар | Дисциплина    | Лични рекорд | Квалификације | Квалификације | Полуфинале | Полуфинале | Финале               | Финале       | Детаљи                                      |
| Атлетичар | Дисциплина    | Лични рекорд | Резултат      | Место         | Резултат   | Место      | Резултат             | Место        | Детаљи                                      |
| --------- | ------------- | ------------ | ------------- | ------------- | ---------- | ---------- | -------------------- | ------------ | ------------------------------------------- |
| Курт Куто | 400 м препоне | 49,02 НР     | 49,15 КВ, ЛРС | 4. у гр. 1    | 50,58      | 7. у гр. 3 | Није се квалификовао | 23 / 40 (44) | Архивирано на веб-сајту (26. новембар 2015) |